# 精彩人生
〈精彩人生〉（英語："High on Life"）是荷兰音乐制作人兼DJ马丁·盖瑞斯主唱，瑞典词曲作家兼歌手Bonn伴唱的单曲。歌曲属渐进浩室，通过盖瑞斯的戳印唱片经索尼音乐子唱片公司史诗阿姆斯特丹授权发行。这首歌的制作人包括经常与盖瑞斯合作的Matisse & Sadko、已故音乐家艾维奇的联合制作人阿尔宾·内德勒以及知名制作人乔治·图伊福特，他曾与盖瑞斯合作过多首歌曲。

## 背景
盖瑞斯的唱片公司在推特上宣布，〈精彩人生〉将在闭幕式的“（盖瑞斯）音乐节登场时刻”（the moment (Garrix) plays it at #Tomorrowland）立即发行。2018年7月29日，这首歌在比利时举办的2018年明日世界电子音乐节上作为闭幕曲首次面世。同一天午夜，歌曲正式发行。
〈精彩人生〉是盖瑞斯宣布发行的两首曲目之一，在与哈立德合作完成〈海洋〉后，他和贾斯汀·迈洛合作的新作将于九月发行。

## 制作
作为一首“精力充沛、充满情感的渐进浩室曲目”，〈精彩人生〉在音乐上被比作了〈Dragon〉、〈Lions in the Wild〉及〈Forever〉等盖瑞斯作品。这首歌“回归了初心”，因为盖瑞斯将流行音乐的常规交叉音乐风格结合到了他典型的大空间浩室和渐进浩室中。
〈精彩人生〉被描述为一首令人兴奋的夏季歌曲，是一种“重合成式节日音乐”，该歌曲的制作被比作已故瑞典DJ艾维奇的风格，他曾与盖瑞斯共同创作了歌曲〈等爱〉。

## 音乐视频
〈精彩人生〉的音乐视频包括了盖瑞斯在明日世界电子音乐节中的表演片段，其中展示了“明日世界电子音乐节最标准、最壮观的场景”。在明日世界电子音乐节结束五分钟后，视频即在YouTube和流媒体平台发布。

## 制作人员
认证来自于Tidal。
- 马泰因·哈里岑 – 制作，作曲，作词，表演
- Matisse & Sadko – 制作
- 克里斯托弗·福格马克（Kristoffer Fogelmark） – 作曲，作词，人声
- 阿尔宾·内德勒（Albin Nedler） – 作曲，作词，背景人声
- 乔治·图伊福特 – 作曲，作词

## 榜单
| 榜单（2018年）                               | 最高排名 |
| -------------------------------------------- | -------- |
| 澳大利亚（澳大利亚唱片业协会榜）             | 59       |
| 奥地利（Ö3四十强单曲榜）                     | 52       |
| 比利时佛兰德（Ultratip榜外單曲榜）           | 1        |
| 比利时佛兰德（Ultratop舞曲榜）               | 19       |
| 比利时瓦隆（Ultratip榜外單曲榜）             | 1        |
| 比利时瓦隆（Ultratop舞曲榜）                 | 16       |
| 加拿大（Canadian Hot 100）                   | 82       |
| 克罗地亚（克羅地亞廣播電視台）               | 89       |
| 捷克（電台百強單曲榜）                       | 56       |
| 捷克（百強數位單曲榜）                       | 37       |
| 法国（法國唱片出版業公會單曲榜）             | 131      |
| 66                                           |          |
| 匈牙利（四十強單曲榜）                       | 31       |
| 匈牙利（四十強串流榜）                       | 38       |
| 爱尔兰（愛爾蘭唱片音樂協會）                 | 65       |
| 荷兰（荷蘭四十強單曲榜）                     | 12       |
| 荷兰（百强单曲榜）                           | 19       |
| 荷兰（荷兰三十强舞曲榜）                     | 6        |
| 新西兰（新西兰唱片音乐协会）                 | 11       |
| 葡萄牙（葡萄牙唱片業協會单曲榜）             | 94       |
| 罗马尼亚（百强电台榜）                       | 74       |
| 斯洛伐克（百強數位單曲榜）                   | 35       |
| 瑞典（瑞典最熱榜）                           | 29       |
| 瑞士（瑞士热门音乐榜）                       | 45       |
| 美國（《告示牌》Hot Dance/Electronic Songs） | 16       |

| 榜单（2018年）                    | 排名 |
| --------------------------------- | ---- |
| 荷兰（荷兰四十强单曲榜）          | 59   |
| 荷兰（百强单曲榜）                | 62   |
| 美国（《公告牌》舞曲/电音歌曲榜） | 54   |
| 榜单（2019年）                    | 排名 |
| 荷兰（荷兰四十强单曲榜）          | 90   |
| 葡萄牙（葡萄牙唱片业协会）        | 523  |

## 认证
| 地區                                                       | 认证 | 认证单位/销量 |
| ---------------------------------------------------------- | ---- | ------------- |
| 加拿大（加拿大音乐协会）                                   | 金   | 40,000‡       |
| 意大利（意大利音乐产业联盟）                               | 金   | 25,000‡       |
| 波兰（波蘭音像製造商協會）                                 | 金   | 10,000‡       |
| *僅含認證的實際銷量 ^僅含認證的出貨量 ‡僅含認證的+實際銷量 |      |               |